# Onthophagus misellus
Onthophagus misellus es una especie de insecto del género Onthophagus, familia Scarabaeidae, orden Coleoptera.

## Historia
Fue descrita científicamente por D'Orbigny en 1907.